# Microclymene pacifica
Microclymene pacifica är en ringmaskart som beskrevs av Annenkova 1937. Microclymene pacifica ingår i släktet Microclymene och familjen Maldanidae. Inga underarter finns listade i Catalogue of Life.